# Vuelta a Andalucía 2021
La 67.ª edición de la competición ciclista Vuelta a Andalucía fue una carrera de ciclismo en ruta por etapas que se celebró entre el 18 y el 22 de mayo de 2021 en España con inicio en la ciudad de La Cala de Mijas y final en la ciudad de Pulpí, sobre una distancia total de 807,6 kilómetros.
La carrera formó parte del del UCI ProSeries 2021, calendario ciclístico mundial de segunda división, dentro de la categoría UCI 2.Pro y fue ganada por el colombiano Miguel Ángel López del Movistar. Completaron el podio, como segundo y tercer clasificado respectivamente, el neerlandés Antwan Tolhoek del Jumbo-Visma y el español Julen Amezqueta del Caja Rural-Seguros RGA.

## Equipos participantes
Tomaron parte en la carrera 16 equipos: 9 de categoría UCI WorldTeam invitados por la organización y 7 de categoría UCI ProTeam. Formaron así un pelotón de 111 ciclistas de los que acabaron 104. Los equipos participantes fueron:
| WorldTeams (9)- Astana-Premier Tech - Team BikeExchange - Deceuninck-Quick Step - Ineos Grenadiers - Israel Start-Up Nation - Jumbo-Visma - Movistar Team - Trek-Segafredo - UAE Team Emirates ProTeams (7)- Alpecin-Fenix - Burgos-BH - Caja Rural-Seguros RGA - Euskaltel-Euskadi - Gazprom-RusVelo - Equipo Kern Pharma - Sport Vlaanderen-Baloise |
| |

## Recorrido
La Vuelta a Andalucía dispuso de cinco etapas dividido en dos etapas escarpadas, dos etapas de media montaña, y una etapa de alta montaña, para un recorrido total de 807,6 kilómetros.
| Etapa     | Fecha     | Recorrido                      | type                   | Distancia (km) | Desnivel (m) | Ganador                   | Líder                     |
| --------- | --------- | ------------------------------ | ---------------------- | -------------- | ------------ | ------------------------- | ------------------------- |
| 1.ª etapa | 18 de may | La Cala de Mijas – Zahara      | etapa de media montaña | 151,3          | 2716 m       | Gonzalo Serrano Rodríguez | Gonzalo Serrano Rodríguez |
| 2.ª etapa | 19 de may | Iznájar – Alcalá la Real       | etapa de media montaña | 184,64         | 3746 m       | Ethan Hayter              | Ethan Hayter              |
| 3.ª etapa | 20 de may | Beas de Segura – Villarrodrigo | etapa de montaña       | 177            | 4158 m       | Miguel Ángel López        | Miguel Ángel López        |
| 4.ª etapa | 21 de may | Baza – Cúllar Vega             | etapa escarpada        | 182,93         | 2156 m       | André Greipel             | Miguel Ángel López        |
| 5.ª etapa | 22 de may | Vera – Pulpí                   | etapa escarpada        | 107,26         | 1171 m       | Ethan Hayter              | Miguel Ángel López        |

## Desarrollo de la carrera

### 1.ª etapa
| La Cala de Mijas - Zahara | etapa de media montaña | (151,3 km) |

| \| Clasificación de la etapa \| Clasificación de la etapa \| Clasificación de la etapa \| Clasificación de la etapa \| Clasificación de la etapa \| \| Ciclista \| Ciclista \| Equipo \| Tiempo \| \| \| ------------------------- \| ------------------------- \| ------------------------- \| ------------------------- \| ------------------------- \| \| 1.º \| Gonzalo Serrano Rodríguez \| Movistar Team \| 3 h 54 min 25 s \| \| \| 2.º \| Orluis Aular \| Caja Rural-Seguros RGA \| + 0 s \| \| \| 3.º \| Daryl Impey \| Israel Start-Up Nation \| + 0 s \| \| \| 4.º \| Ethan Hayter \| Ineos Grenadiers \| + 0 s \| \| \| 5.º \| Robert Stannard \| BikeExchange \| + 3 s \| \| \| 6.º \| Marco Canola \| Gazprom-RusVelo \| + 3 s \| \| \| 7.º \| Jefferson Cepeda \| Caja Rural-Seguros RGA \| + 3 s \| \| \| 8.º \| Toms Skujiņš \| Trek-Segafredo \| + 3 s \| \| \| 9.º \| Miguel Ángel López \| Movistar Team \| + 3 s \| \| \| 10.º \| Antwan Tolhoek \| Jumbo-Visma \| + 3 s \| \| |                           |                        |                 |
| |                           |                        |                 |
| Fuente: ProCyclingStats |                           |                        |                 |
| Clasificación de la etapa |                           |                        |                 |
| Ciclista | Ciclista                  | Equipo                 | Tiempo          |
| 1.º | Gonzalo Serrano Rodríguez | Movistar Team          | 3 h 54 min 25 s |
| 2.º | Orluis Aular              | Caja Rural-Seguros RGA | + 0 s           |
| 3.º | Daryl Impey               | Israel Start-Up Nation | + 0 s           |
| 4.º | Ethan Hayter              | Ineos Grenadiers       | + 0 s           |
| 5.º | Robert Stannard           | BikeExchange           | + 3 s           |
| 6.º | Marco Canola              | Gazprom-RusVelo        | + 3 s           |
| 7.º | Jefferson Cepeda          | Caja Rural-Seguros RGA | + 3 s           |
| 8.º | Toms Skujiņš              | Trek-Segafredo         | + 3 s           |
| 9.º | Miguel Ángel López        | Movistar Team          | + 3 s           |
| 10.º | Antwan Tolhoek            | Jumbo-Visma            | + 3 s           |

| \| Clasificación general \| Clasificación general \| Clasificación general \| Clasificación general \| Clasificación general \| \| Ciclista \| Ciclista \| Equipo \| Tiempo \| \| \| --------------------- \| ------------------------- \| ---------------------- \| --------------------- \| --------------------- \| \| 1.º \| Gonzalo Serrano Rodríguez \| Movistar Team \| 3 h 54 min 25 s \| \| \| 2.º \| Orluis Aular \| Caja Rural-Seguros RGA \| + 0 s \| \| \| 3.º \| Daryl Impey \| Israel Start-Up Nation \| + 0 s \| \| \| 4.º \| Ethan Hayter \| Ineos Grenadiers \| + 0 s \| \| \| 5.º \| Robert Stannard \| BikeExchange \| + 3 s \| \| \| 6.º \| Marco Canola \| Gazprom-RusVelo \| + 3 s \| \| \| 7.º \| Jefferson Cepeda \| Caja Rural-Seguros RGA \| + 3 s \| \| \| 8.º \| Toms Skujiņš \| Trek-Segafredo \| + 3 s \| \| \| 9.º \| Miguel Ángel López \| Movistar Team \| + 3 s \| \| \| 10.º \| Antwan Tolhoek \| Jumbo-Visma \| + 3 s \| \| |                           |                        |                 |
| |                           |                        |                 |
| Fuente: ProCyclingStats |                           |                        |                 |
| Clasificación general |                           |                        |                 |
| Ciclista | Ciclista                  | Equipo                 | Tiempo          |
| 1.º | Gonzalo Serrano Rodríguez | Movistar Team          | 3 h 54 min 25 s |
| 2.º | Orluis Aular              | Caja Rural-Seguros RGA | + 0 s           |
| 3.º | Daryl Impey               | Israel Start-Up Nation | + 0 s           |
| 4.º | Ethan Hayter              | Ineos Grenadiers       | + 0 s           |
| 5.º | Robert Stannard           | BikeExchange           | + 3 s           |
| 6.º | Marco Canola              | Gazprom-RusVelo        | + 3 s           |
| 7.º | Jefferson Cepeda          | Caja Rural-Seguros RGA | + 3 s           |
| 8.º | Toms Skujiņš              | Trek-Segafredo         | + 3 s           |
| 9.º | Miguel Ángel López        | Movistar Team          | + 3 s           |
| 10.º | Antwan Tolhoek            | Jumbo-Visma            | + 3 s           |

### 2.ª etapa
| Iznájar - Alcalá la Real | etapa de media montaña | (184,64 km) |

| \| Clasificación de la etapa \| Clasificación de la etapa \| Clasificación de la etapa \| Clasificación de la etapa \| Clasificación de la etapa \| \| Ciclista \| Ciclista \| Equipo \| Tiempo \| \| \| ------------------------- \| ---------------------------- \| ------------------------- \| ------------------------- \| ------------------------- \| \| 1.º \| Ethan Hayter \| Ineos Grenadiers \| 5 h 04 min 30 s \| \| \| 2.º \| Miguel Ángel López \| Movistar Team \| + 7 s \| \| \| 3.º \| Sven Erik Bystrøm \| UAE Team Emirates \| + 10 s \| \| \| 4.º \| Carlos Rodríguez \| Ineos Grenadiers \| + 14 s \| \| \| 5.º \| Julen Amezqueta \| Caja Rural-Seguros RGA \| + 14 s \| \| \| 6.º \| Jonathan Lastra \| Caja Rural-Seguros RGA \| + 17 s \| \| \| 7.º \| Robert Stannard \| BikeExchange \| + 18 s \| \| \| 8.º \| Óscar Rodríguez Garaicoechea \| Astana-Premier Tech \| + 23 s \| \| \| 9.º \| Toms Skujiņš \| Trek-Segafredo \| + 25 s \| \| \| 10.º \| Roger Adrià \| Equipo Kern Pharma \| + 25 s \| \| |                              |                        |                 |
| |                              |                        |                 |
| Fuente: ProCyclingStats |                              |                        |                 |
| Clasificación de la etapa |                              |                        |                 |
| Ciclista | Ciclista                     | Equipo                 | Tiempo          |
| 1.º | Ethan Hayter                 | Ineos Grenadiers       | 5 h 04 min 30 s |
| 2.º | Miguel Ángel López           | Movistar Team          | + 7 s           |
| 3.º | Sven Erik Bystrøm            | UAE Team Emirates      | + 10 s          |
| 4.º | Carlos Rodríguez             | Ineos Grenadiers       | + 14 s          |
| 5.º | Julen Amezqueta              | Caja Rural-Seguros RGA | + 14 s          |
| 6.º | Jonathan Lastra              | Caja Rural-Seguros RGA | + 17 s          |
| 7.º | Robert Stannard              | BikeExchange           | + 18 s          |
| 8.º | Óscar Rodríguez Garaicoechea | Astana-Premier Tech    | + 23 s          |
| 9.º | Toms Skujiņš                 | Trek-Segafredo         | + 25 s          |
| 10.º | Roger Adrià                  | Equipo Kern Pharma     | + 25 s          |

| \| Clasificación general \| Clasificación general \| Clasificación general \| Clasificación general \| Clasificación general \| \| Ciclista \| Ciclista \| Equipo \| Tiempo \| \| \| --------------------- \| ------------------------- \| ---------------------- \| --------------------- \| --------------------- \| \| 1.º \| Ethan Hayter \| Ineos Grenadiers \| 8 h 58 min 55 s \| \| \| 2.º \| Miguel Ángel López \| Movistar Team \| + 10 s \| \| \| 3.º \| Sven Erik Bystrøm \| UAE Team Emirates \| + 13 s \| \| \| 4.º \| Jonathan Lastra \| Caja Rural-Seguros RGA \| + 20 s \| \| \| 5.º \| Robert Stannard \| BikeExchange \| + 21 s \| \| \| 6.º \| Carlos Rodríguez \| Ineos Grenadiers \| + 21 s \| \| \| 7.º \| Gonzalo Serrano Rodríguez \| Movistar Team \| + 25 s \| \| \| 8.º \| Toms Skujiņš \| Trek-Segafredo \| + 28 s \| \| \| 9.º \| Antwan Tolhoek \| Jumbo-Visma \| + 28 s \| \| \| 10.º \| Daryl Impey \| Israel Start-Up Nation \| + 31 s \| \| |                           |                        |                 |
| |                           |                        |                 |
| Fuente: ProCyclingStats |                           |                        |                 |
| Clasificación general |                           |                        |                 |
| Ciclista | Ciclista                  | Equipo                 | Tiempo          |
| 1.º | Ethan Hayter              | Ineos Grenadiers       | 8 h 58 min 55 s |
| 2.º | Miguel Ángel López        | Movistar Team          | + 10 s          |
| 3.º | Sven Erik Bystrøm         | UAE Team Emirates      | + 13 s          |
| 4.º | Jonathan Lastra           | Caja Rural-Seguros RGA | + 20 s          |
| 5.º | Robert Stannard           | BikeExchange           | + 21 s          |
| 6.º | Carlos Rodríguez          | Ineos Grenadiers       | + 21 s          |
| 7.º | Gonzalo Serrano Rodríguez | Movistar Team          | + 25 s          |
| 8.º | Toms Skujiņš              | Trek-Segafredo         | + 28 s          |
| 9.º | Antwan Tolhoek            | Jumbo-Visma            | + 28 s          |
| 10.º | Daryl Impey               | Israel Start-Up Nation | + 31 s          |

### 3.ª etapa
| Beas de Segura - Villarrodrigo | etapa de montaña | (177 km) |

| \| Clasificación de la etapa \| Clasificación de la etapa \| Clasificación de la etapa \| Clasificación de la etapa \| Clasificación de la etapa \| \| Ciclista \| Ciclista \| Equipo \| Tiempo \| \| \| ------------------------- \| ---------------------------- \| ------------------------- \| ------------------------- \| ------------------------- \| \| 1.º \| Miguel Ángel López \| Movistar Team \| 5 h 03 min 26 s \| \| \| 2.º \| Antwan Tolhoek \| Jumbo-Visma \| + 2 s \| \| \| 3.º \| James Piccoli \| Israel Start-Up Nation \| + 6 s \| \| \| 4.º \| Julen Amezqueta \| Caja Rural-Seguros RGA \| + 17 s \| \| \| 5.º \| Mikel Bizkarra \| Euskaltel-Euskadi \| + 28 s \| \| \| 6.º \| Héctor Carretero \| Movistar Team \| + 1 min 25 s \| \| \| 7.º \| Carlos Rodríguez \| Ineos Grenadiers \| + 1 min 29 s \| \| \| 8.º \| Toms Skujiņš \| Trek-Segafredo \| + 1 min 29 s \| \| \| 9.º \| Jonathan Lastra \| Caja Rural-Seguros RGA \| + 1 min 41 s \| \| \| 10.º \| Óscar Rodríguez Garaicoechea \| Astana-Premier Tech \| + 2 min 07 s \| \| |                              |                        |                 |
| |                              |                        |                 |
| Fuente: ProCyclingStats |                              |                        |                 |
| Clasificación de la etapa |                              |                        |                 |
| Ciclista | Ciclista                     | Equipo                 | Tiempo          |
| 1.º | Miguel Ángel López           | Movistar Team          | 5 h 03 min 26 s |
| 2.º | Antwan Tolhoek               | Jumbo-Visma            | + 2 s           |
| 3.º | James Piccoli                | Israel Start-Up Nation | + 6 s           |
| 4.º | Julen Amezqueta              | Caja Rural-Seguros RGA | + 17 s          |
| 5.º | Mikel Bizkarra               | Euskaltel-Euskadi      | + 28 s          |
| 6.º | Héctor Carretero             | Movistar Team          | + 1 min 25 s    |
| 7.º | Carlos Rodríguez             | Ineos Grenadiers       | + 1 min 29 s    |
| 8.º | Toms Skujiņš                 | Trek-Segafredo         | + 1 min 29 s    |
| 9.º | Jonathan Lastra              | Caja Rural-Seguros RGA | + 1 min 41 s    |
| 10.º | Óscar Rodríguez Garaicoechea | Astana-Premier Tech    | + 2 min 07 s    |

| \| Clasificación general \| Clasificación general \| Clasificación general \| Clasificación general \| Clasificación general \| \| Ciclista \| Ciclista \| Equipo \| Tiempo \| \| \| --------------------- \| ---------------------------- \| ---------------------- \| --------------------- \| --------------------- \| \| 1.º \| Miguel Ángel López \| Movistar Team \| 14 h 02 min 31 s \| \| \| 2.º \| Antwan Tolhoek \| Jumbo-Visma \| + 20 s \| \| \| 3.º \| Julen Amezqueta \| Caja Rural-Seguros RGA \| + 55 s \| \| \| 4.º \| Carlos Rodríguez \| Ineos Grenadiers \| + 1 min 40 s \| \| \| 5.º \| Toms Skujiņš \| Trek-Segafredo \| + 1 min 47 s \| \| \| 6.º \| James Piccoli \| Israel Start-Up Nation \| + 1 min 50 s \| \| \| 7.º \| Jonathan Lastra \| Caja Rural-Seguros RGA \| + 1 min 51 s \| \| \| 8.º \| Mikel Bizkarra \| Euskaltel-Euskadi \| + 1 min 52 s \| \| \| 9.º \| Ethan Hayter \| Ineos Grenadiers \| + 2 min 13 s \| \| \| 10.º \| Óscar Rodríguez Garaicoechea \| Astana-Premier Tech \| + 2 min 40 s \| \| |                              |                        |                  |
| |                              |                        |                  |
| Fuente: ProCyclingStats |                              |                        |                  |
| Clasificación general |                              |                        |                  |
| Ciclista | Ciclista                     | Equipo                 | Tiempo           |
| 1.º | Miguel Ángel López           | Movistar Team          | 14 h 02 min 31 s |
| 2.º | Antwan Tolhoek               | Jumbo-Visma            | + 20 s           |
| 3.º | Julen Amezqueta              | Caja Rural-Seguros RGA | + 55 s           |
| 4.º | Carlos Rodríguez             | Ineos Grenadiers       | + 1 min 40 s     |
| 5.º | Toms Skujiņš                 | Trek-Segafredo         | + 1 min 47 s     |
| 6.º | James Piccoli                | Israel Start-Up Nation | + 1 min 50 s     |
| 7.º | Jonathan Lastra              | Caja Rural-Seguros RGA | + 1 min 51 s     |
| 8.º | Mikel Bizkarra               | Euskaltel-Euskadi      | + 1 min 52 s     |
| 9.º | Ethan Hayter                 | Ineos Grenadiers       | + 2 min 13 s     |
| 10.º | Óscar Rodríguez Garaicoechea | Astana-Premier Tech    | + 2 min 40 s     |

### 4.ª etapa
| Baza - Cúllar Vega | etapa escarpada | (182,93 km) |

| \| Clasificación de la etapa \| Clasificación de la etapa \| Clasificación de la etapa \| Clasificación de la etapa \| Clasificación de la etapa \| \| Ciclista \| Ciclista \| Equipo \| Tiempo \| \| \| ------------------------- \| ------------------------- \| ------------------------- \| ------------------------- \| ------------------------- \| \| 1.º \| André Greipel \| Israel Start-Up Nation \| 4 h 37 min 12 s \| \| \| 2.º \| Álvaro Hodeg \| Deceuninck-Quick Step \| + 0 s \| \| \| 3.º \| Mads Pedersen \| Trek-Segafredo \| + 0 s \| \| \| 4.º \| Alexander Kristoff \| UAE Team Emirates \| + 0 s \| \| \| 5.º \| Alex Kirsch \| Trek-Segafredo \| + 0 s \| \| \| 6.º \| Rick Zabel \| Israel Start-Up Nation \| + 0 s \| \| \| 7.º \| Enrique Sanz \| Equipo Kern Pharma \| + 0 s \| \| \| 8.º \| Ethan Hayter \| Ineos Grenadiers \| + 0 s \| \| \| 9.º \| Alexander Konychev \| BikeExchange \| + 0 s \| \| \| 10.º \| Tobias Bayer \| Alpecin-Fenix \| + 0 s \| \| |                    |                        |                 |
| |                    |                        |                 |
| Fuente: ProCyclingStats |                    |                        |                 |
| Clasificación de la etapa |                    |                        |                 |
| Ciclista | Ciclista           | Equipo                 | Tiempo          |
| 1.º | André Greipel      | Israel Start-Up Nation | 4 h 37 min 12 s |
| 2.º | Álvaro Hodeg       | Deceuninck-Quick Step  | + 0 s           |
| 3.º | Mads Pedersen      | Trek-Segafredo         | + 0 s           |
| 4.º | Alexander Kristoff | UAE Team Emirates      | + 0 s           |
| 5.º | Alex Kirsch        | Trek-Segafredo         | + 0 s           |
| 6.º | Rick Zabel         | Israel Start-Up Nation | + 0 s           |
| 7.º | Enrique Sanz       | Equipo Kern Pharma     | + 0 s           |
| 8.º | Ethan Hayter       | Ineos Grenadiers       | + 0 s           |
| 9.º | Alexander Konychev | BikeExchange           | + 0 s           |
| 10.º | Tobias Bayer       | Alpecin-Fenix          | + 0 s           |

| \| Clasificación general \| Clasificación general \| Clasificación general \| Clasificación general \| Clasificación general \| \| Ciclista \| Ciclista \| Equipo \| Tiempo \| \| \| --------------------- \| ---------------------------- \| ---------------------- \| --------------------- \| --------------------- \| \| 1.º \| Miguel Ángel López \| Movistar Team \| 18 h 39 min 43 s \| \| \| 2.º \| Antwan Tolhoek \| Jumbo-Visma \| + 20 s \| \| \| 3.º \| Julen Amezqueta \| Caja Rural-Seguros RGA \| + 55 s \| \| \| 4.º \| Carlos Rodríguez \| Ineos Grenadiers \| + 1 min 40 s \| \| \| 5.º \| Toms Skujiņš \| Trek-Segafredo \| + 1 min 47 s \| \| \| 6.º \| Jonathan Lastra \| Caja Rural-Seguros RGA \| + 1 min 51 s \| \| \| 7.º \| James Piccoli \| Israel Start-Up Nation \| + 1 min 58 s \| \| \| 8.º \| Ethan Hayter \| Ineos Grenadiers \| + 2 min 13 s \| \| \| 9.º \| Mikel Bizkarra \| Euskaltel-Euskadi \| + 2 min 20 s \| \| \| 10.º \| Óscar Rodríguez Garaicoechea \| Astana-Premier Tech \| + 2 min 48 s \| \| |                              |                        |                  |
| |                              |                        |                  |
| Fuente: ProCyclingStats |                              |                        |                  |
| Clasificación general |                              |                        |                  |
| Ciclista | Ciclista                     | Equipo                 | Tiempo           |
| 1.º | Miguel Ángel López           | Movistar Team          | 18 h 39 min 43 s |
| 2.º | Antwan Tolhoek               | Jumbo-Visma            | + 20 s           |
| 3.º | Julen Amezqueta              | Caja Rural-Seguros RGA | + 55 s           |
| 4.º | Carlos Rodríguez             | Ineos Grenadiers       | + 1 min 40 s     |
| 5.º | Toms Skujiņš                 | Trek-Segafredo         | + 1 min 47 s     |
| 6.º | Jonathan Lastra              | Caja Rural-Seguros RGA | + 1 min 51 s     |
| 7.º | James Piccoli                | Israel Start-Up Nation | + 1 min 58 s     |
| 8.º | Ethan Hayter                 | Ineos Grenadiers       | + 2 min 13 s     |
| 9.º | Mikel Bizkarra               | Euskaltel-Euskadi      | + 2 min 20 s     |
| 10.º | Óscar Rodríguez Garaicoechea | Astana-Premier Tech    | + 2 min 48 s     |

### 5.ª etapa
| Vera - Pulpí | etapa escarpada | (107,26 km) |

| \| Clasificación de la etapa \| Clasificación de la etapa \| Clasificación de la etapa \| Clasificación de la etapa \| Clasificación de la etapa \| \| Ciclista \| Ciclista \| Equipo \| Tiempo \| \| \| ------------------------- \| ---------------------------- \| ------------------------- \| ------------------------- \| ------------------------- \| \| 1.º \| Ethan Hayter \| Ineos Grenadiers \| 2 h 27 min 12 s \| \| \| 2.º \| Philipp Walsleben \| Alpecin-Fenix \| + 0 s \| \| \| 3.º \| Toms Skujiņš \| Trek-Segafredo \| + 0 s \| \| \| 4.º \| Miguel Ángel López \| Movistar Team \| + 0 s \| \| \| 5.º \| Sven Erik Bystrøm \| UAE Team Emirates \| + 0 s \| \| \| 6.º \| Gonzalo Serrano Rodríguez \| Movistar Team \| + 0 s \| \| \| 7.º \| Óscar Rodríguez Garaicoechea \| Astana-Premier Tech \| + 0 s \| \| \| 8.º \| Antwan Tolhoek \| Jumbo-Visma \| + 0 s \| \| \| 9.º \| Tsgabu Grmay \| BikeExchange \| + 0 s \| \| \| 10.º \| Carlos Rodríguez \| Ineos Grenadiers \| + 3 s \| \| |                              |                     |                 |
| |                              |                     |                 |
| Fuente: ProCyclingStats |                              |                     |                 |
| Clasificación de la etapa |                              |                     |                 |
| Ciclista | Ciclista                     | Equipo              | Tiempo          |
| 1.º | Ethan Hayter                 | Ineos Grenadiers    | 2 h 27 min 12 s |
| 2.º | Philipp Walsleben            | Alpecin-Fenix       | + 0 s           |
| 3.º | Toms Skujiņš                 | Trek-Segafredo      | + 0 s           |
| 4.º | Miguel Ángel López           | Movistar Team       | + 0 s           |
| 5.º | Sven Erik Bystrøm            | UAE Team Emirates   | + 0 s           |
| 6.º | Gonzalo Serrano Rodríguez    | Movistar Team       | + 0 s           |
| 7.º | Óscar Rodríguez Garaicoechea | Astana-Premier Tech | + 0 s           |
| 8.º | Antwan Tolhoek               | Jumbo-Visma         | + 0 s           |
| 9.º | Tsgabu Grmay                 | BikeExchange        | + 0 s           |
| 10.º | Carlos Rodríguez             | Ineos Grenadiers    | + 3 s           |

## Clasificaciones finales
- Las clasificaciones finalizaron de la siguiente forma:[4]

### Clasificación general
| \| Clasificación general \| Clasificación general \| Clasificación general \| Clasificación general \| Clasificación general \| \| Ciclista \| Ciclista \| Equipo \| Tiempo \| \| \| --------------------- \| ---------------------------- \| ---------------------- \| --------------------- \| --------------------- \| \| 1.º \| Miguel Ángel López \| Movistar Team \| 21 h 06 min 55 s \| \| \| 2.º \| Antwan Tolhoek \| Jumbo-Visma \| + 20 s \| \| \| 3.º \| Julen Amezqueta \| Caja Rural-Seguros RGA \| + 1 min 10 s \| \| \| 4.º \| Carlos Rodríguez \| Ineos Grenadiers \| + 1 min 43 s \| \| \| 5.º \| Toms Skujiņš \| Trek-Segafredo \| + 1 min 47 s \| \| \| 6.º \| Jonathan Lastra \| Caja Rural-Seguros RGA \| + 2 min 06 s \| \| \| 7.º \| Ethan Hayter \| Ineos Grenadiers \| + 2 min 13 s \| \| \| 8.º \| James Piccoli \| Israel Start-Up Nation \| + 2 min 24 s \| \| \| 9.º \| Mikel Bizkarra \| Euskaltel-Euskadi \| + 2 min 44 s \| \| \| 10.º \| Óscar Rodríguez Garaicoechea \| Astana-Premier Tech \| + 2 min 48 s \| \| |                              |                        |                  |
| |                              |                        |                  |
| Fuente: ProCyclingStats |                              |                        |                  |
| Clasificación general |                              |                        |                  |
| Ciclista | Ciclista                     | Equipo                 | Tiempo           |
| 1.º | Miguel Ángel López           | Movistar Team          | 21 h 06 min 55 s |
| 2.º | Antwan Tolhoek               | Jumbo-Visma            | + 20 s           |
| 3.º | Julen Amezqueta              | Caja Rural-Seguros RGA | + 1 min 10 s     |
| 4.º | Carlos Rodríguez             | Ineos Grenadiers       | + 1 min 43 s     |
| 5.º | Toms Skujiņš                 | Trek-Segafredo         | + 1 min 47 s     |
| 6.º | Jonathan Lastra              | Caja Rural-Seguros RGA | + 2 min 06 s     |
| 7.º | Ethan Hayter                 | Ineos Grenadiers       | + 2 min 13 s     |
| 8.º | James Piccoli                | Israel Start-Up Nation | + 2 min 24 s     |
| 9.º | Mikel Bizkarra               | Euskaltel-Euskadi      | + 2 min 44 s     |
| 10.º | Óscar Rodríguez Garaicoechea | Astana-Premier Tech    | + 2 min 48 s     |

### Clasificación de la montaña
| Clasificación de la montaña | Clasificación de la montaña | Clasificación de la montaña | Clasificación de la montaña | Clasificación de la montaña |
| Ciclista                    | Ciclista                    | Equipo                      | Puntos                      |                             |
| --------------------------- | --------------------------- | --------------------------- | --------------------------- | --------------------------- |
| 1.º                         | Luis Ángel Maté             | Euskaltel-Euskadi           | 33 pts                      |                             |
| 2.º                         | Rui Oliveira                | UAE Team Emirates           | 27 pts                      |                             |
| 3.º                         | Thomas Sprengers            | Sport Vlaanderen-Baloise    | 15 pts                      |                             |
| 4.º                         | Héctor Carretero            | Movistar Team               | 12 pts                      |                             |
| 5.º                         | Álvaro Cuadros              | Caja Rural-Seguros RGA      | 11 pts                      |                             |
| 6.º                         | Miguel Ángel López          | Movistar Team               | 10 pts                      |                             |
| 7.º                         | Urko Berrade                | Equipo Kern Pharma          | 8 pts                       |                             |
| 8.º                         | Nikita Stalnow              | Astana-Premier Tech         | 8 pts                       |                             |
| 9.º                         | Antonio Jesús Soto          | Euskaltel-Euskadi           | 8 pts                       |                             |
| 10.º                        | Julen Amezqueta             | Caja Rural-Seguros RGA      | 7 pts                       |                             |

### Clasificación de los puntos
| Clasificación por puntos | Clasificación por puntos     | Clasificación por puntos | Clasificación por puntos | Clasificación por puntos |
| Ciclista                 | Ciclista                     | Equipo                   | Puntos                   |                          |
| ------------------------ | ---------------------------- | ------------------------ | ------------------------ | ------------------------ |
| 1.º                      | Ethan Hayter                 | Ineos Grenadiers         | 76 pts                   |                          |
| 2.º                      | Miguel Ángel López           | Movistar Team            | 66 pts                   |                          |
| 3.º                      | Gonzalo Serrano Rodríguez    | Movistar Team            | 40 pts                   |                          |
| 4.º                      | Toms Skujiņš                 | Trek-Segafredo           | 39 pts                   |                          |
| 5.º                      | Antwan Tolhoek               | Jumbo-Visma              | 38 pts                   |                          |
| 6.º                      | Sven Erik Bystrøm            | UAE Team Emirates        | 33 pts                   |                          |
| 7.º                      | Carlos Rodríguez             | Ineos Grenadiers         | 29 pts                   |                          |
| 8.º                      | Julen Amezqueta              | Caja Rural-Seguros RGA   | 26 pts                   |                          |
| 9.º                      | André Greipel                | Israel Start-Up Nation   | 25 pts                   |                          |
| 10.º                     | Óscar Rodríguez Garaicoechea | Astana-Premier Tech      | 23 pts                   |                          |

### Clasificación por equipos
| Clasificación por equipos | Clasificación por equipos | Clasificación por equipos | Clasificación por equipos |
| Equipo                    | Equipo                    | Tiempo                    |                           |
| ------------------------- | ------------------------- | ------------------------- | ------------------------- |
| 1.º                       | Caja Rural-Seguros RGA    | 56 h 04 min 30 s          |                           |
| 2.º                       | Movistar Team             | + 37 s                    |                           |
| 3.º                       | Ineos Grenadiers          | + 5 min 56 s              |                           |
| 4.º                       | Trek-Segafredo            | + 6 min 17 s              |                           |
| 5.º                       | Team BikeExchange         | + 7 min 04 s              |                           |
| 6.º                       | Astana-Premier Tech       | + 9 min 06 s              |                           |
| 7.º                       | Jumbo-Visma               | + 9 min 16 s              |                           |
| 8.º                       | Euskaltel-Euskadi         | + 10 min 53 s             |                           |
| 9.º                       | Burgos-BH                 | + 14 min 58 s             |                           |
| 10.º                      | Israel Start-Up Nation    | + 17 min 28 s             |                           |

## Evolución de las clasificaciones
| Etapa                   | Vencedor                | Clasificación general | Clasificación de la montaña | Clasificación de los puntos | Clasificación de las metas volantes | Clasificación por equipos |
| ----------------------- | ----------------------- | --------------------- | --------------------------- | --------------------------- | ----------------------------------- | ------------------------- |
| 1.ª                     | Gonzalo Serrano         | Gonzalo Serrano       | Rui Oliveira                | Gonzalo Serrano             | Thomas Sprengers                    | Caja Rural-Seguros RGA    |
| 2.ª                     | Ethan Hayter            | Ethan Hayter          | Rui Oliveira                | Ethan Hayter                | Aaron Van Poucke                    | Caja Rural-Seguros RGA    |
| 3.ª                     | Miguel Ángel López      | Miguel Ángel López    | Rui Oliveira                | Miguel Ángel López          | Thomas Sprengers                    | Caja Rural-Seguros RGA    |
| 4.ª                     | André Greipel           | Miguel Ángel López    | Luis Ángel Maté             | Miguel Ángel López          | Thomas Sprengers                    | Caja Rural-Seguros RGA    |
| 5.ª                     | Ethan Hayter            | Miguel Ángel López    | Luis Ángel Maté             | Ethan Hayter                | Thomas Sprengers                    | Movistar                  |
| Clasificaciones finales | Clasificaciones finales | Miguel Ángel López    | Luis Ángel Maté             | Ethan Hayter                | Thomas Sprengers                    | Movistar                  |

## UCI World Ranking
La Vuelta a Andalucía otorgó puntos para el UCI World Ranking para corredores de los equipos en las categorías UCI WorldTeam, UCI ProTeam y Continental. Las siguientes tablas son el baremo de puntuación y los 10 corredores que obtuvieron más puntos:
| Posición              | 1.º | 2.º | 3.º | 4.º | 5.º | 6.º | 7.º | 8.º | 9.º | 10.º | 11.º | 12.º | 13.º | 14.º | 15.º | 16.º-30.º | 31.º-40.º |
| Clasificación general | 200 | 150 | 125 | 100 | 85  | 70  | 60  | 50  | 40  | 35   | 30   | 25   | 20   | 15   | 10   | 5         | 3         |
| Por etapa             | 20  | 10  | 5   |     |     |     |     |     |     |      |      |      |      |      |      |           |           |
| Líder                 | 5   |     |     |     |     |     |     |     |     |      |      |      |      |      |      |           |           |

| Clasificación |                    |                        |         |       |       |       |
| Posición      | Ciclista           | Equipo                 | General | Etapa | Líder | Total |
| ------------- | ------------------ | ---------------------- | ------- | ----- | ----- | ----- |
| 1.º           | Miguel Ángel López | Movistar               | 200     | 30    | 10    | 240   |
| 2.º           | Antwan Tolhoek     | Jumbo-Visma            | 150     | 10    | -     | 160   |
| 3.º           | Julen Amezqueta    | Caja Rural-Seguros RGA | 125     | -     | -     | 125   |
| 4.º           | Ethan Hayter       | INEOS Grenadiers       | 60      | 40    | 5     | 105   |
| 5.º           | Carlos Rodríguez   | INEOS Grenadiers       | 100     | -     | -     | 100   |
| 6.º           | Toms Skujiņš       | Trek-Segafredo         | 85      | 5     | -     | 90    |
| 7.º           | Jonathan Lastra    | Caja Rural-Seguros RGA | 70      | -     | -     | 70    |
| 8.º           | James Piccoli      | Israel Start-Up Nation | 50      | 5     | -     | 55    |
| 9.º           | Mikel Bizkarra     | Euskaltel-Euskadi      | 40      | -     | -     | 40    |
| 10.º          | Óscar Rodríguez    | Astana-Premier Tech    | 35      | -     | -     | 35    |